# San Pedro de Ycuamandiyú
San Pedro del Ycuamandyyú es una ciudad paraguaya, capital del departamento homónimo. Fue fundada por el coronel Pedro Gracia en 1786 con el nombre de «Villa San Pedro Apóstol del Ycuamandyyú». Se ubica a 330 km de Asunción. Cuenta con una población de 32 267 habitantes, según datos oficiales del censo paraguayo de 2022.

## Toponimia
Su nombre se debe en homenaje al apóstol San Pedro, mientras que Ycuamandyyú es una palabra castellanizada que deriva de los vocablos guaraníes ykua («pozo») y mandyju («algodón»). 
Una de las hipótesis dice que existía una planta de algodón en un pozo en el lugar donde se fundó la ciudad y la otra es que había una naciente de agua y el chorro del mismo formaba burbujas blancas muy parecidas al algodón, dicho pozo se encuentra en la esquina ubicada sobre las calles Fontao Meza y Familia Serrati, barrio Inmaculada.

## Historia
En 1525, los indígenas habrían asesinado al descubridor del Paraguay, el portugués Alejo García, primer europeo que recorrió el Tapé Avirú (Camino Seco), hacia el yvy marae´ÿ (Tierra sin mal o Paraíso Terrenal).
La localidad fue fundada el 16 de marzo de 1786 por el comandante José Ferreira y por el capitán Pedro Gracia Lacoizqueta, en la época del gobernador intendente Pedro Melo de Portugal, aunque ya desde antes en el lugar existían establecimientos indígenas. Estas tribus eran un problema para las estancias de la zona e inclusive, a la misma Asunción. Sin embargo los constantes y agresivos avances portugueses representaban un peligro aun mayor; en razón a estas dificultades fue elegida esta ubicación para contener y repeler a los agresores.

## Clima
Es húmedo y lluvioso, la humedad relativa es del 70 al 80%. La media es de 23 °C, la máxima en verano es de 40 °C y la mínima de 10 °C. La temperatura máxima registrada en esta zona fue de 41,2 °C y la mínima fue de -1,6 °C.

## Economía
La ciudad y sus alrededores constituyen un importante centro de actividad ganadera: vacuno, equino, ovino y porcino.
En agricultura, en el distrito se realizan cultivos de yerba mate, algodón, soja, papa, alfalfa, cítricos, maní, mandioca y trigo. En cuanto a las industrias es posible citar a los aserraderos, procesadoras de petit grain y aceite de coco.
Por otro lado en la artesanía sampedrana, se destacan los bordados en ao po'i y trabajos en arcilla.

## Infraestructura
Se accede a ella por las rutas PY08, PY11 y PY22. Se sitúa a 15 km del río Paraguay. Además, está a 15 km del distrito de Antequera y a 3 km del río Jejuí. Las playas a orillas del río Jejuí ofrecen lugares de esparcimiento y recreación, donde es posible practicar canotaje.

En el ámbito académico cuentas con las filiales de la Universidad Nacional de Asunción, la Universidad Politécnica y Artística del Paraguay, y la Universidad Tecnológica Intercontinental. El Ateneo de Lengua y Cultura Guaraní está presente y trabaja por la promoción y enseñanza del idioma y la antropología guaraní.

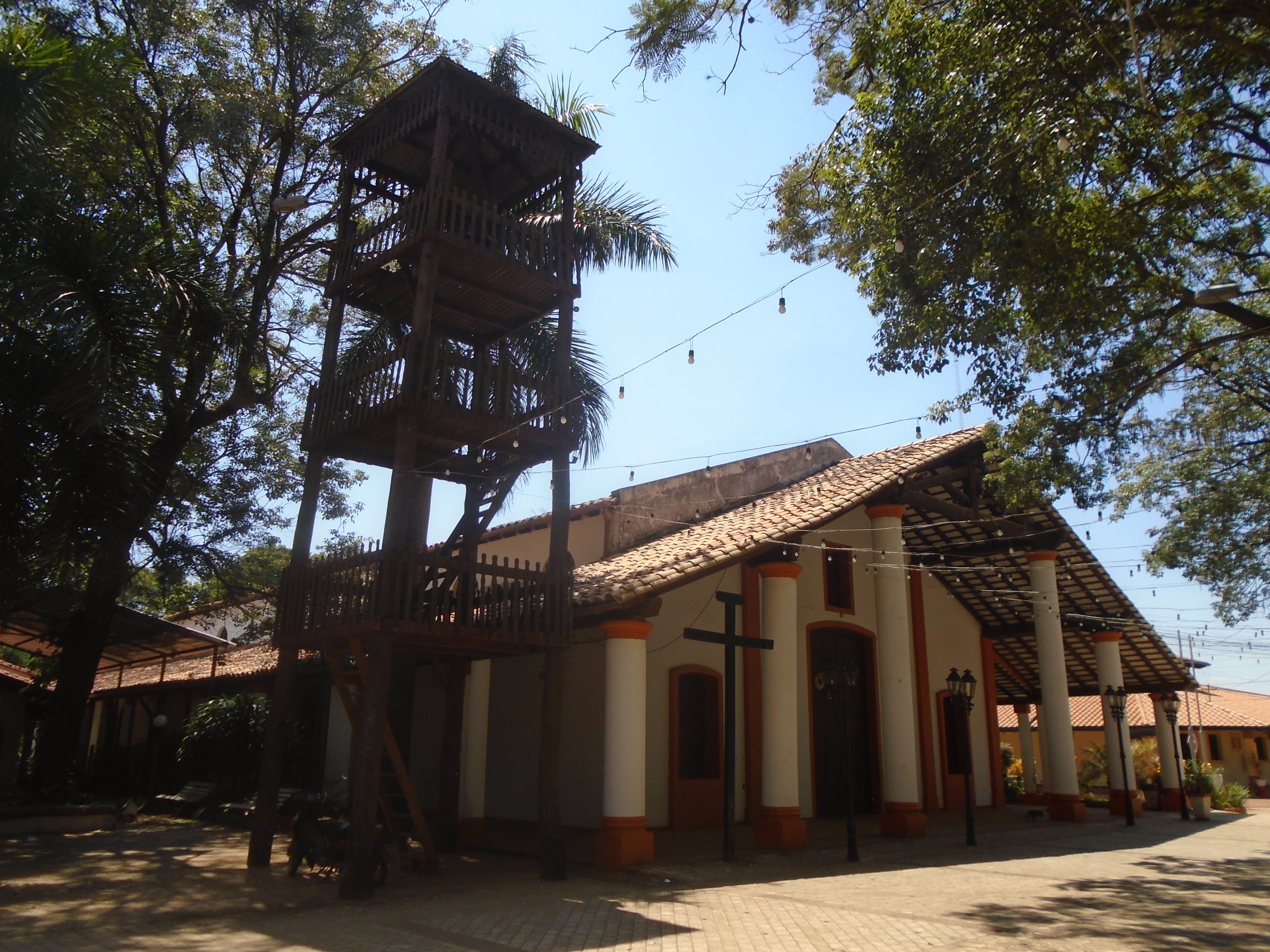
Iglesia de San Pedro Apóstol (San Pedro de Ycuamandiyú).

En cuanto a los medios de comunicación, en San Pedro hay dos radiodifusoras en FM y una, en AM. Además de la televisión por cable y las repetidoras de los diferentes canales nacionales.

## Cultura
Uno de los próceres de la independencia paraguaya, Vicente Ignacio Iturbe, nació en esta ciudad. San Pedro es conocida como la Capital de la Cordialidad, debido a la hospitalidad de sus pobladores. El principal atractivo son las casas antiguas, coloridas casonas coloniales, existentes en la ciudad, que datan de época de los López. La Casa de la Cultura es otro lugar interesante por las exposiciones artísticas, cursos de música, poesía y guitarra.
Algunos historiadores del lugar cuentan que la casa colonial que actualmente es utilizada  por la Supervisión Pedagógica de la ciudad, perteneció al prócer de la Independencia sampedrano, Vicente Ignacio Iturbe.
La iglesia reconstruida es de estilo franciscano, iglesia en honor a San Pedro, también data de épocas de Carlos Antonio López. El retablo y las imágenes son de incalculable valor histórico para el Paraguay. También es posible observar piezas antiquísimas de la región en el museo del Sr. Francisco Resquín. La iglesia es sede de la diócesis.

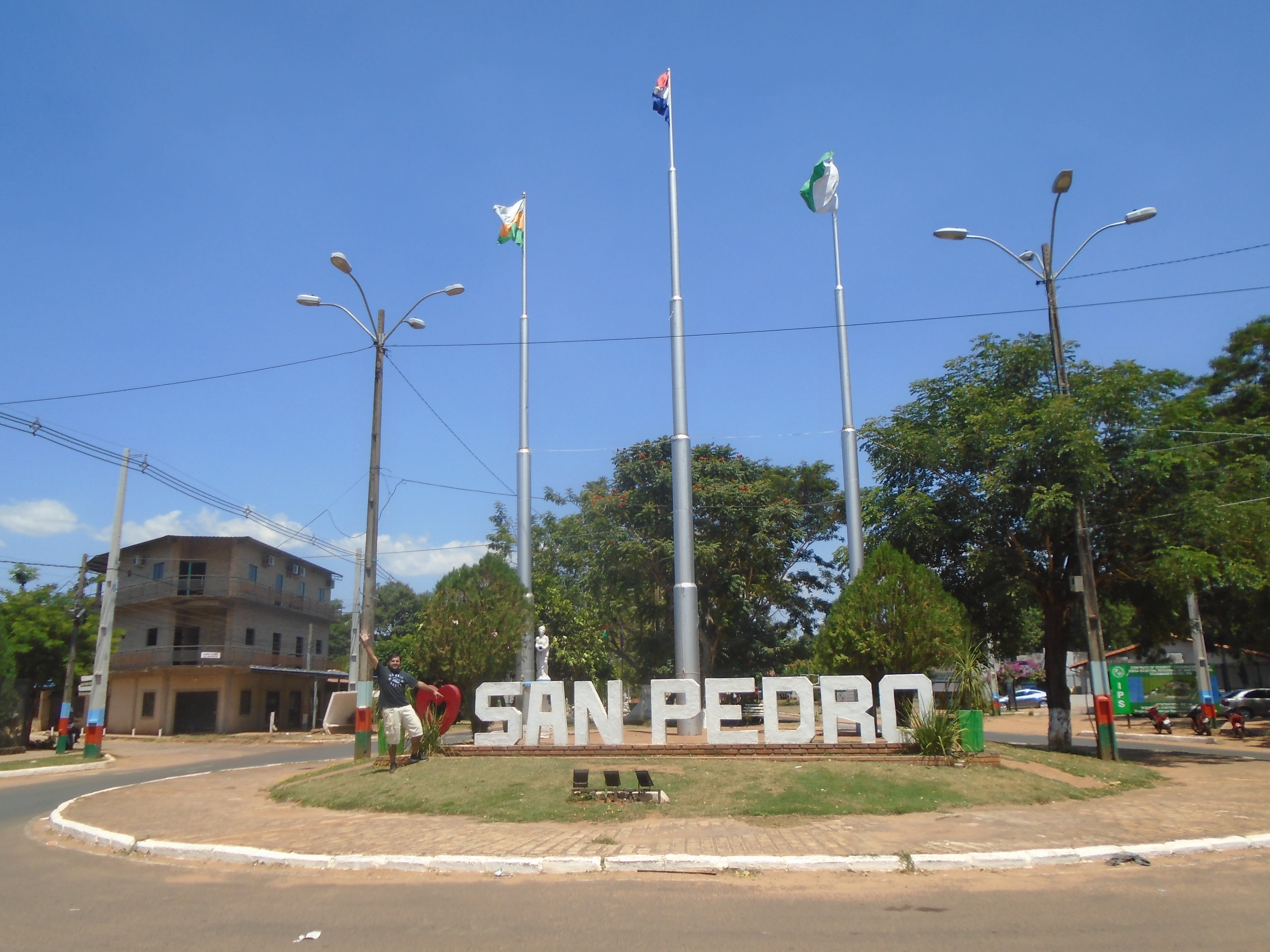
Acceso a San Pedro de Ycuamandiyú por la Ruta 11 "Juana María de Lara".